# Max Blondat
Max Blondat, né le 30 septembre 1872 à Crain (Yonne) et mort le 17 novembre 1925 dans le 8e arrondissement de Paris, est un sculpteur français emblématique des styles Art nouveau et Art déco.

## Biographie
Maximilien Blondat est le fils d'un tonnelier. Encouragé par l'instituteur du village qui reconnaît ses dons pour le dessin et le modelage, il entre comme apprenti chez un sculpteur ornemaniste en 1886 et ne cessera plus de travailler la sculpture dans plusieurs domaines et différents matériaux. Il arrive à Paris et commence ses études en 1889 à l'École Germain-Pilon. En 1890, il expose au Salon des artistes français pour la première fois et présente un médaillon en plâtre, puis il se perfectionne dans l'atelier de Mathurin Moreau. En 1892, il entre à l'École des beaux-arts de Paris, il signe ses premières réalisations sous le patronyme maternel « Henry ».
Il travaille le bois, la pierre, la terre, le verre, le bronze, et excelle dans les arts décoratifs avec la réduction de ses sculptures ou la création d’objets utilitaires de petite taille : bouchons de radiateur de voiture, heurtoirs, horloges, vide-poches, cendriers, salière-poivrière, etc. Il réalise aussi des céramiques avec Edmond Lachenal à la manufacture de Sèvres ou des œuvres de ferronneries avec Edgar Brandt. Ses bronzes sont édités par la fonderie Siot-Decauville et la fonderie Valsuani. Il créa également des bijoux pour Chambon et Hermès. En 1906, il est un des membres fondateurs de la Société des arts décoratifs français.
Une partie de ses œuvres est conservée au musée départemental de l'Oise à Beauvais et au musée des Années Trente à Boulogne-Billancourt. Une de ses plus célèbres réalisations est la fontaine Jeunesse, représentant trois enfants observant trois grenouilles. On peut en voir une version place Darcy à Dijon, et d'autres à Mareil-sur-Mauldre[réf. nécessaire], en Allemagne à Düsseldorf, en Argentine à Buenos Aires[réf. nécessaire], en Ukraine à Odessa (variante à une seule grenouille stylisée), en Suisse à Zurich, aux États-Unis à Denver et au Mexique à Nacozari de García sur la place centrale.
Engagé dans le service du camouflage (les Caméléons) qu'il quitte en 1917 pour diriger l’École des beaux-arts de Dijon jusqu'en 1919, il s'attelle alors à la réalisation de monuments aux morts. Il est décoré de la croix de guerre 1914-1918 et est promu officier de la Légion d’honneur en 1925, année où il meurt brutalement d'une septicémie foudroyante laissant une veuve et ses trois très jeunes filles. Il habitait le quartier du Parc des Princes à Boulogne-Billancourt, ville qui a donné son nom à une de ses rues. Une rue d'Auxerre porte également son nom.

## Distinctions
- Croix de guerre 1914-1918 (1916)
- Officier de la Légion d'honneur (1925)

## Quelques œuvres
- Fontaine Jeunesse, 1904, décor en bronze : trois enfants faisant face à trois grenouilles, elle connait une grande fortune et sera réutilisée en réduction pour divers objets décoratifs. Elle sera même reproduite en 1923 sur un billet de nécessité à Düsseldorf. On trouve des versions fonctionnelles de cette fontaine notamment à Dijon, Zurich, Düsseldorf et Odessa.
- Amour, 1904, marbre, anciennement au musée du Luxembourg à Paris et déposée à Miramas, œuvre disparue.
- Monument pour le centenaire de l'École des arts et métiers, 1906, à Châlons-en-Champagne. Les parties figuratives en bronze sont envoyées à la fonte sous le régime de Vichy, seuls subsistent le piédestal et le médaillon en bronze.
- Rires et Pleurs, 1909, fontaine à Zurich[réf. nécessaire].
- La Conquête de l'Air pour la coupe Pommery, épreuve aéronautique annuelle ayant eu lieu de 1909 à 1913.
- L'Enfant endormi, 1913, décor de pendule et groupe décoratif.
- Le Dieu Pinard, 1917, un des deux termes installés dans la gare de Châlons-sur-Marne pendant la Grande Guerre, exposé en 2012 au Centre Pompidou de Metz comme la précédente œuvre sous le thème 1917[2].
- Le Bébé à la boule, 1925, terre cuite et éditions en bronze.
- Le Partage des lauriers, monument aux morts à Auxerre
- Monument aux morts à Crain, Mailly-le-Château, Saint-Fargeau, Val-de-Mercy, Clamecy, Deauville (Gallia), Joinville et Paris (ministère de l'Intérieur).

Œuvres de Max Blondat
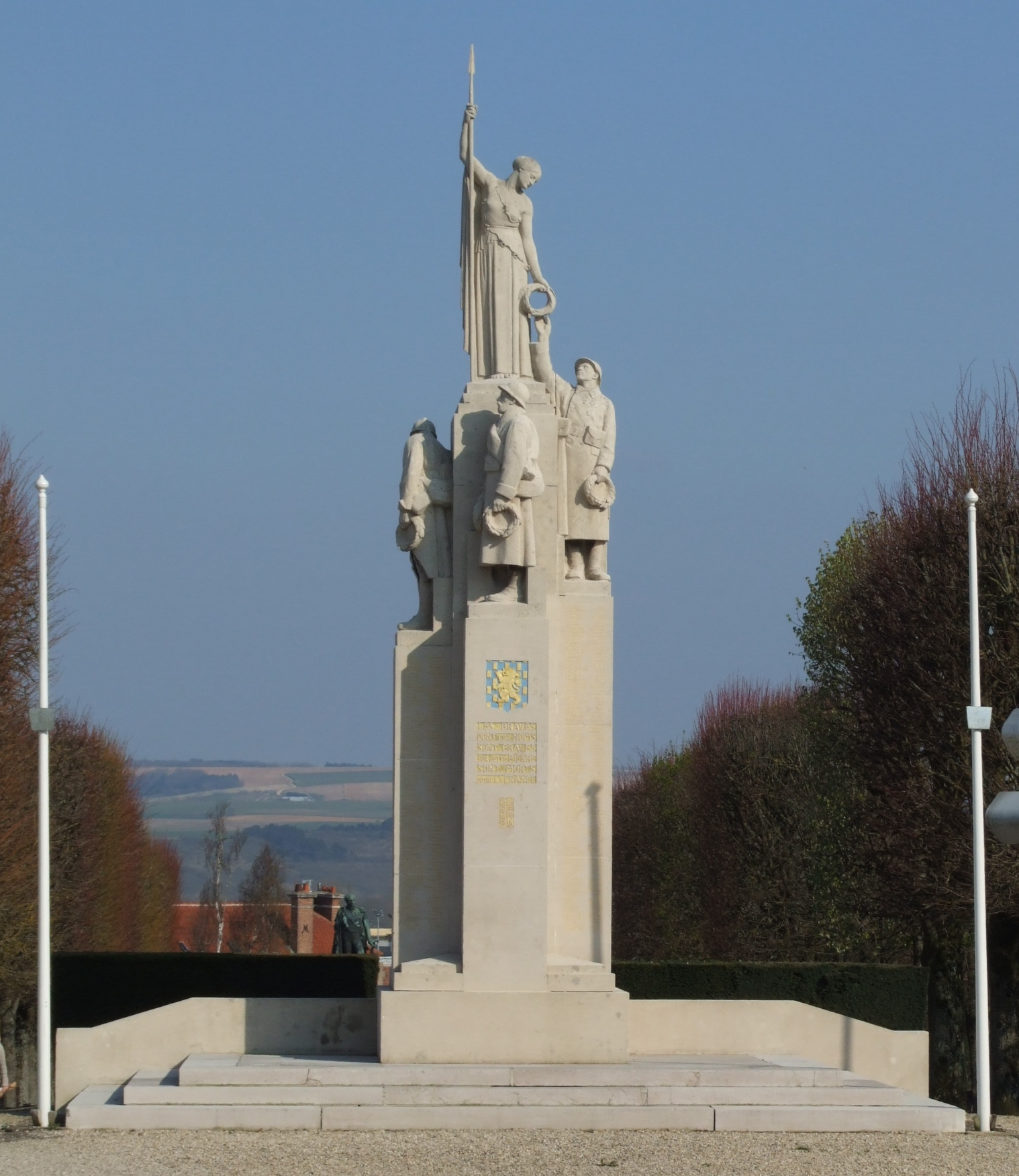
Le Partage des lauriers, monument au morts, Auxerre.
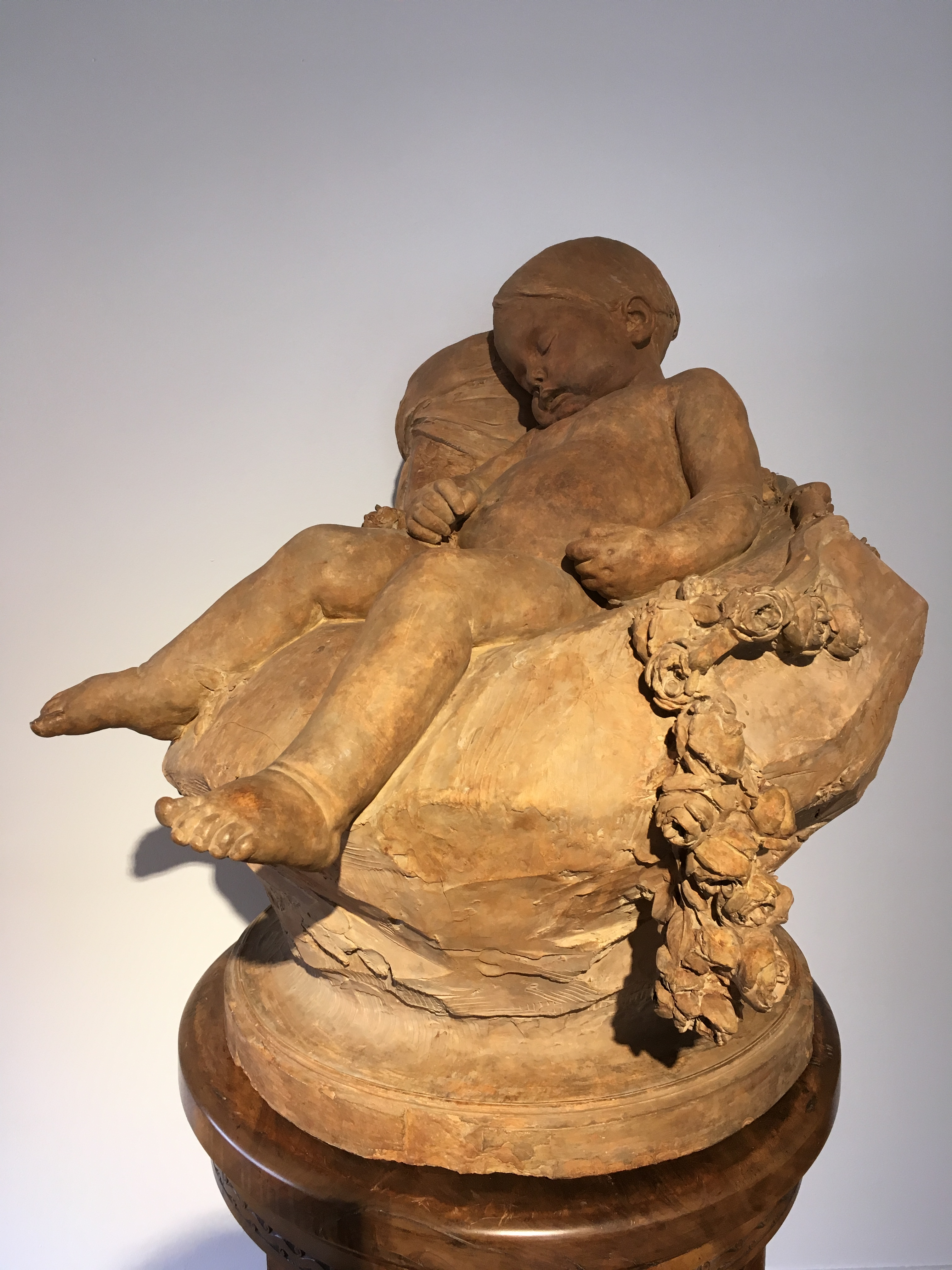
L'Amour endormi (1910), Boulogne-Billancourt, musée des Années Trente.
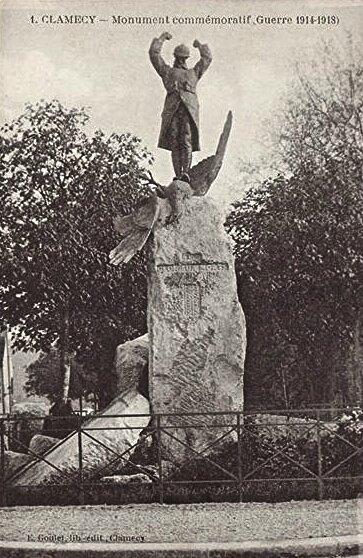
Monument au morts de Clamecy.
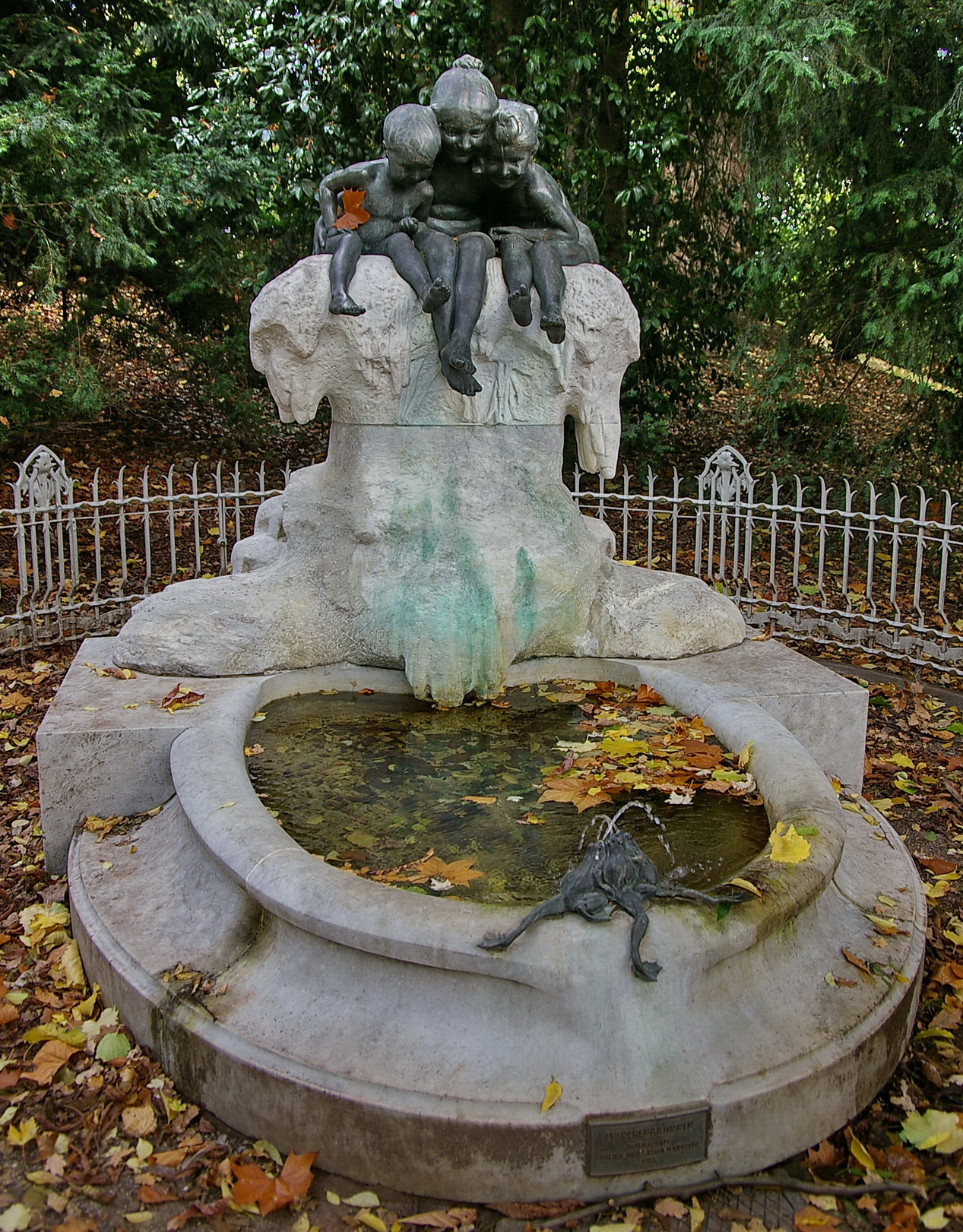
Fontaine Jeunesse, Düsseldorf.
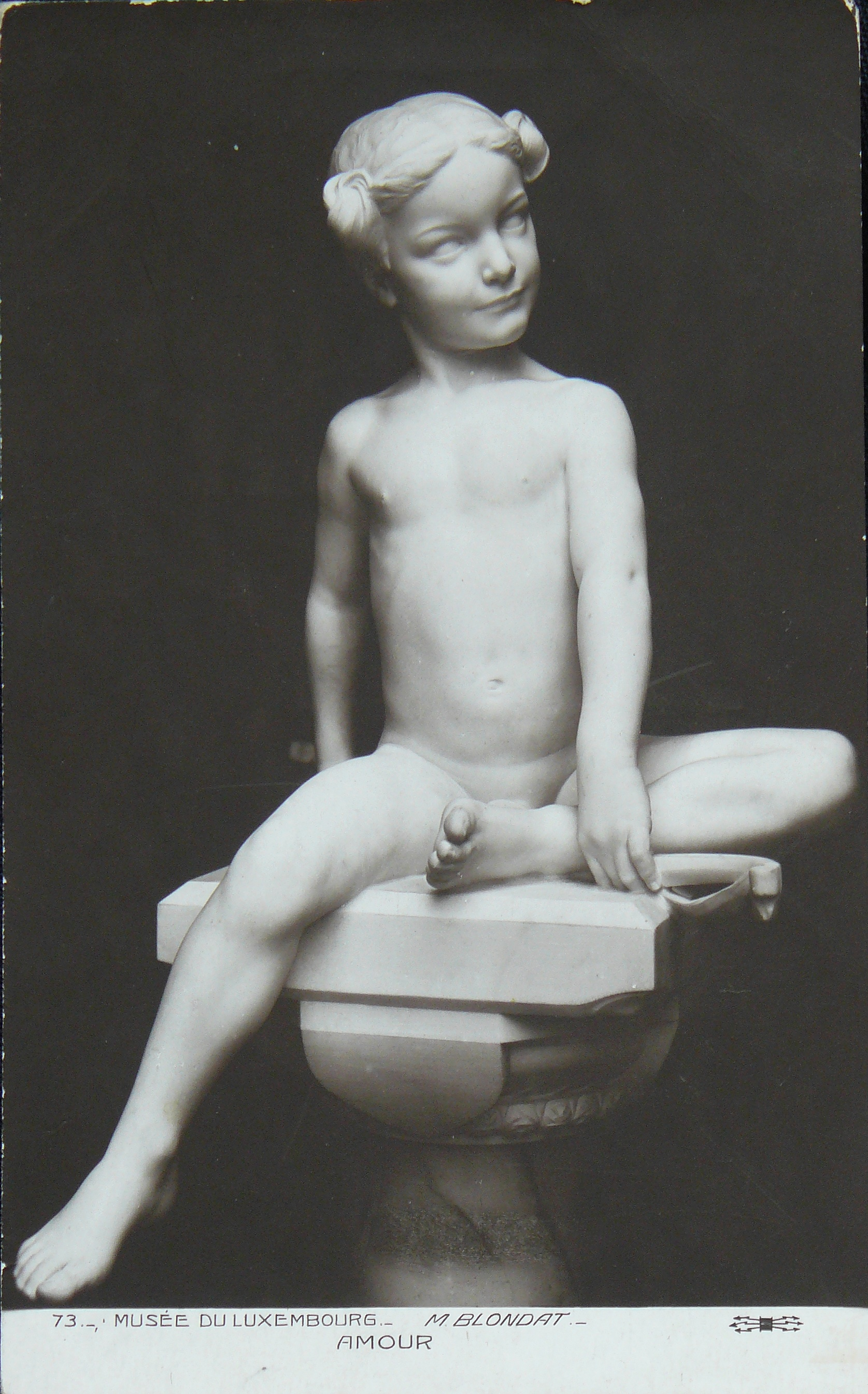
Amour (1904).
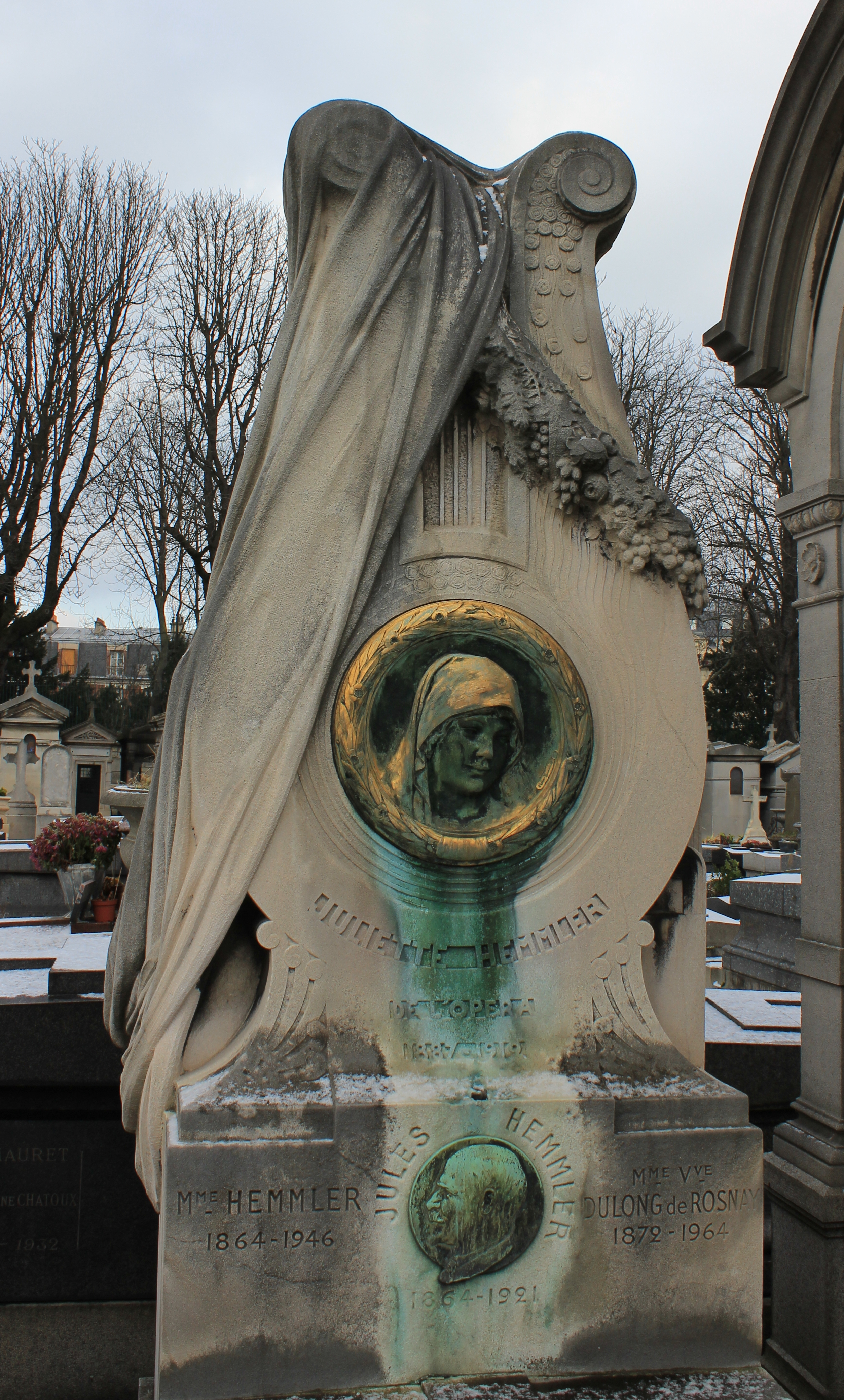
Tombe de Juliette Hemmler, Paris, cimetière du Père-Lachaise.